# Dolina Czarnej Nidy
Dolina Czarnej Nidy (kod PLH260016) – specjalny obszar ochrony siedlisk sieci Natura 2000, zlokalizowany na terenie województwa świętokrzyskiego. Obszar obejmuje powierzchnię 1191,51 ha
Teren wyznaczony został w celu długotrwałego zabezpieczenia naturalnych siedlisk życia oraz populacji zagrożonych wymarciem gatunków zwierząt (z wyłączeniem ptaków) takich jak: 
bóbr europejski Castor fiber,
czerwończyk fioletek Lycaena helle,
czerwończyk nieparek Lycaena dispar,
głowacz białopłetwy Cottus gobio,
koza pospolita Cobitis taenia,
kumak nizinny Bombina bombina,
minóg ukraiński Eudontomyzon mariae,
modraszek telejus Maculinea (Phengaris) teleius osiadła,
skójka gruboskorupowa Unio crassus,
traszka grzebieniasta Triturus cristatus (Triturus cristatus cristatus),
trzepla zielona Ophiogomphus cecilia, 
wydra Lutra lutra .

## Siedliska pod ochroną
- starorzecza i naturalne eutroficzne zbiorniki wodne ze zbiorowiskami z Nympheion, Potamion
- nizinne i podgórskie rzeki ze zbiorowiskami włosieniczników (Ranunculion fluitantis)
- murawy kserotermiczne (Festuco-Brometea i ciepłolubne murawy z Asplenion septentrionalis, Festucion pallentis)
- zmiennowilgotne łąki trzęślicowe (Molinion)
- ziołorośla górskie (Adenostylion alliariae) i ziołorośla nadrzeczne (Convolvuletalia sepium)
- niżowe i górskie świeże łąki użytkowane ekstensywnie (Arrhenatherion elatioris)
- grąd środkowoeuropejski i grąd subkontynentalny (Galio-Carpinetum, Tilio-Carpinetum)
- łęgi wierzbowe, topolowe, olszowe i jesionowe (Salicetum albo-fragilis, Populetum albae,Alnenion glutinoso-incanae) i olsy źródliskowe